# Teucrium abutiloides
A abrotona (popularmente conhecida como erva - branca) é o Teucrium abutiloides (L'Hér), uma planta da família Lamiaceae, endémica da ilha da Madeira, onde habita algumas ravinas da floresta laurissilva.
Apresenta-se como um arbusto perene de até 1,5 metros de altura, com ramos lenhosos e pubescentes com folhas cordiformes, de 8-17 cêntimetros, crenadas a serradas e vilosas. Apresenta flores laranja-acastanhadas, agrupadas em inflorescências geralmente densas.
Floração: Maio a Junho.